# Jenny Tschernichin-Larsson
Jenny Tschernichin-Larsson, née le 29 avril 1867 et morte le 15 juin 1937  à Stockholm, est une actrice suédoise.

## Filmographie partielle
- 1912 : Den tyranniske fästmannen de Mauritz Stiller
- 1913 : Le Miracle de Victor Sjöström
- 1913 : Den moderna suffragetten de Mauritz Stiller
- 1913 : Les Conflits de la vie de Victor Sjöström et Mauritz Stiller
- 1914 : Bra flicka reder sig själv de Victor Sjöström
- 1914 : Kammarjunkaren de John Ekman
- 1914 : Ne jugez pas (Dömen icke), de Victor Sjöström
- 1914 : L'Enfant de la rue de Victor Sjöström
- 1914 : Les cœurs se rencontrèrent de Victor Sjöström
- 1914 : La Fille de la haute montagne de Victor Sjöström
- 1914 : Le Pasteur de Victor Sjöström
- 1915 : Les Vautours de la mer de Victor Sjöström
- 1915 : La Fille du gouverneur de Victor Sjöström
- 1916 : Amour et Journalisme de Mauritz Stiller
- 1916 : Thérèse de Victor Sjöström
- 1917 : La Fille de la tourbière de Victor Sjöström
- 1917 : Le Meilleur film de Thomas Graal de Mauritz Stiller
- 1918 : Les Proscrits (Berg Ejvind och hans hustru ) de Victor Sjöström
- 1918 : Leur premier né de Mauritz Stiller
- 1919 : La Voix des ancêtres de Victor Sjöström
- 1920 : Le Monastère de Sendomir de Victor Sjöström
- 1920 : La Vengeance de Jacob Vindas de Mauritz Stiller